# Elfriede Jelinek
Pour les articles homonymes, voir Jelinek.
Elfriede Jelinek, née le 20 octobre 1946 à Mürzzuschlag, est une femme de lettres autrichienne. Elle fut lauréate du prix Nobel de littérature en 2004.
Son œuvre en prose (romans et pièces de théâtre) utilise la violence, le sarcasme et l'incantation afin d'analyser et de détruire les stéréotypes sociaux, l'exploitation sociale et les archétypes du sexisme. Elle met également en accusation l'Autriche, qu'elle juge arriérée et imprégnée de son passé nazi.
Elle fut membre du Parti communiste d'Autriche de 1974 à 1991. Elle est en forte opposition avec l’extrême droite (qui fait rimer son nom d’origine tchèque avec Dreck : « saleté ») et les femmes au pouvoir. Elle s’est toujours positionnée contre les idées de l’ancien leader du FPÖ, Jörg Haider.

## Biographie
Elfriede Jelinek est l'enfant unique de Friedrich Jelinek et d'Olga Ilona, née Buchner. Son père, chimiste juif d’origine tchèque, est employé dans la recherche de matériel de guerre. Ce poste lui permet d'échapper aux persécutions nazies. Le père est dominé par son épouse d’origine germano-roumaine issue de la bourgeoisie catholique, mère que la jeune Elfriede décrit comme « despotique et paranoïaque ». Elle dit ne s’être jamais libérée du poids de ses « géniteurs », tous deux détestés pour l'avoir privée d'enfance,. Elle ne pardonne pas à son père, mort dans un hôpital psychiatrique, de s'être effacé face à une femme castratrice et d'avoir abandonné sa fille, contrainte de se ranger du côté maternel « sous le poids d’un darwinisme écrasant ». Sa mère l’empêche dès ses quatre ans de sortir du foyer et la force à apprendre le français, l’anglais, le piano, l’orgue, le violon, les flûtes à bec et alto. L'auteure affirme que ce dressage l'a anéantie sur le plan intime mais a nourri sa vocation. La seule concession qu'obtient son père, engagé à gauche, est de faire défiler sa fille pour le rassemblement viennois du 1er mai,. Jelinek explique que le seul point de convergence entre ses parents était le goût de la culture, la rhétorique et l'éloquence.
À 18 ans, une crise d'agoraphobie aiguë oblige la jeune Elfriede à rester cloîtrée plus d'un an dans l'appartement familial. Elle profite de cette période pour se plonger dans la lecture de classiques philosophiques et littéraires et la poésie américaine. Elle lit également avec avidité des romans d'horreur et des récits sensationnels (faits divers, histoires criminelles ou sordides) qui alimenteront, plus tard, ses créations. Elle regarde également les séries télévisées autrichiennes grand public de « manière presque scientifique ».
Après des études musicales au conservatoire, Jelinek décide de prendre des cours de théâtre et d'histoire de l’art à l’université de Vienne, sans abandonner la musique. Très tôt, la jeune femme nourrit une grande passion pour l’écriture. Au contact des mouvements étudiants, elle franchit le cap et tente de publier ses premiers textes. Sa carrière, lancée dans les années 1970, est émaillée d'incidents. Chaque nouvel ouvrage, qu'elle situe dans une contre-culture et auquel elle donne une couleur de pamphlet et de critique sociale radicale, provoque chahuts et polémiques en Autriche. En 1974, elle s'inscrit au KPÖ, le Parti communiste d'Autriche, par réaction contre sa mère, très à droite, qui dit haïr la « racaille gauchiste ».
Jelinek accède à la notoriété dès ses deux premiers romans, Wir sind lockvögel baby ! et Michael. Ein Jugendbuch für die Infantilgesellschaft, reconnus comme les premières œuvres « pop » de la littérature de langue allemande.
Elle accuse son pays de baigner dans un climat idéologique, politique et culturel délétère (racisme, xénophobie, néo-antisémitisme…). Les passes d'armes et les insultes qu'elle échange avec la presse conservatrice, la droite et l'extrême droite autrichiennes, notamment avec le FPÖ et son ancien leader Jörg Haider, sont relayées par la presse internationale.
Titulaire d’un diplôme d’organiste obtenu en 1971, elle collabore avec la jeune compositrice autrichienne Olga Neuwirth (Todesraten, Bählamms Fest, drame musical d’après Leonora Carrington). Elle travaille également avec Hans Werner Henze. Jelinek a passé son temps à promouvoir en Autriche l’œuvre, qu’elle estime méprisée, d’Arnold Schönberg, Alban Berg et Anton von Webern.
Elle a traduit en allemand, pour subvenir à ses besoins, plusieurs pièces du répertoire traditionnel dont certains vaudevilles d’Eugène Labiche et Georges Feydeau ou encore des tragédies de William Shakespeare et Christopher Marlowe. Elle a également traduit des romans de Thomas Pynchon.
Dans sa jeunesse, l’auteure a séjourné à Rome et Berlin. Elle s'est aussi régulièrement rendue à Paris mais son agoraphobie chronique l’a poussée à rester dans la capitale autrichienne. En 1974, à 27 ans, elle a épousé Gottfried Hüngsberg. Avant son divorce, elle a un temps partagé sa vie entre Vienne et Munich, la ville de résidence de son mari.
À la fin des années 1980, elle s'engage, avec d'autres intellectuels, pour la libération de Jack Unterweger, condamné à la prison à perpétuité pour le meurtre de Margaret Schäfer. En 1990, l'homme est libéré et devient le symbole de la réhabilitation. Cependant, quatre mois plus tard, il recommencera à tuer des prostituées et deviendra un des plus importants tueurs en séries d'Europe, condamné pour douze meurtres.
En 1991, Jelinek quitte le KPÖ dont elle était devenue une figure connue. En 1999, elle s'oppose aux bombardements, par l'OTAN, de la Serbie. En 2006, elle fait partie des artistes et intellectuels qui soutiennent Peter Handke face à la censure dont il fait l'objet de la part de la Comédie-Française après s'être rendu aux obsèques de Slobodan Milošević.
Elle fait l’objet d’une biographie rédigée par deux jeunes femmes (Mathilde Sobottke et Magali Jourdan), publiée aux éditions Danger Public et intitulée Qui a peur d’Elfriede Jelinek ? En 2005, son ancienne traductrice et amie, Yasmin Hoffmann, lui avait déjà consacré un ouvrage : Elfriede Jelinek, une biographie, aux éditions Jacqueline Chambon.
Son roman le plus vendu, La Pianiste, a été adapté au cinéma en 2001 par Michael Haneke avec Isabelle Huppert, Annie Girardot et Benoît Magimel dans les rôles principaux. Le film a reçu trois prix lors du 54e Festival de Cannes.
Jelinek participe à l’adaptation de quelques-unes de ses œuvres. En 1991, elle cosigne également le scénario de Malina, réalisé par Werner Schroeter et inspiré d'un récit autobiographique d’Ingeborg Bachmann, avec déjà Isabelle Huppert qui obtient le prix du Lola de la meilleure actrice en Allemagne pour ce rôle.
L'auteure compte parmi les premiers à avoir créé un site Internet en 1996. À la fin des années 2000, elle met en ligne ses textes sur son site personnel, en téléchargement gratuit, et déclare que ses ouvrages ne seront plus disponibles sous forme de livre imprimé. En 2013, elle fait partie des signataires, en compagnie de plusieurs écrivains dont quatre autres lauréats du prix Nobel (Günter Grass, J.M. Coetzee, Orhan Pamuk et Tomas Tranströmer), d'un manifeste contre la société de surveillance et l'espionnage des citoyens orchestré par les États. En 2014, elle signe, parmi 1 500 auteurs de langue allemande, une lettre ouverte au géant américain Amazon pour dénoncer ses pratiques de distribution et réclamer un marché du livre plus équitable. Elle est par ailleurs un soutien de poids de la campagne « Stop the Bomb (de) » pour un Iran démocratique et sans bombe atomique.
En 2025, elle condamne la guerre de Gaza et appelle à « laisser vivre les Palestiniens ». L’auteure, dont le père juif a survécu au nazisme, évoque « le colonialisme de peuplement au mépris du droit international », « le nettoyage ethnique pour une terre promise » qui appartiendrait « à tous les Juifs mais à personne d’autre » et regrette que la « solidarité de facto inconditionnelle avec Israël » de l’Autriche et de l’Allemagne en raison de leur responsabilité dans le génocide des Juifs européens soit devenue une « coquille vide, un sol recouvert de tapis de bombes ».

### Prix Nobel
Jelinek a obtenu plusieurs récompenses de premier ordre dont le prix Heinrich Böll 1986, le prix Georg-Büchner 1998 et le prix Heinrich Heine 2002 pour sa contribution aux lettres germanophones. Puis elle se voit attribuer, en 2004, le prix Nobel de littérature pour « le flot de voix et de contre-voix dans ses romans et ses drames qui dévoilent avec une exceptionnelle passion langagière l’absurdité et le pouvoir autoritaire des clichés sociaux », selon l'explication de l'Académie suédoise. Bien qu'Elias Canetti fût distingué comme auteur autrichien en 1981, Jelinek devient cependant le premier écrivain de nationalité autrichienne à être honoré par le comité de Stockholm.
Elle se dit d'abord « confuse » et « effrayée » par le poids de la récompense et demande pourquoi son compatriote Peter Handke n'a pas été couronné à sa place,,.
Elle accepte ensuite le prix comme une reconnaissance de son travail. Le 7 octobre 2004, elle déclare néanmoins que son état de santé ne lui permet pas de se rendre à Stockholm pour y chercher sa médaille et son diplôme le 10 décembre : « Je n’irai certainement pas à Stockholm. La directrice de la maison d’édition Rowohlt Theater acceptera le prix pour moi. Bien sûr, en Autriche, on tentera d’exploiter l’honneur qui m’est fait mais il faut rejeter cette forme de publicité. Malheureusement, je vais devoir écarter la foule d’importuns que mon prix va attirer. En ce moment, je suis incapable d’abandonner ma vie solitaire. » Dans un autre entretien, elle dit une nouvelle fois qu’elle refuse que cette récompense soit « une fleur à la boutonnière de l’Autriche ». Pour la cérémonie de remise de prix, elle adresse à l’Académie suédoise et à la Fondation Nobel une vidéo de remerciements. À l'annonce de la nouvelle, la République autrichienne se partage entre joie et réprobation.
À l'international et notamment en France, les réactions sont contrastées. La comédienne Isabelle Huppert, lauréate de deux Prix d'interprétation à Cannes dont un pour La Pianiste, déclare : « En principe, un prix peut récompenser l'audace mais là, le choix est plus qu'audacieux. Car la brutalité, la violence, la puissance de l'écriture de Jelinek ont souvent été mal comprises. […] En lisant et relisant La Pianiste, ce qui ressort, c'est finalement beaucoup plus l'impression d'être face à un grand écrivain classique. » Éditrice des six premiers livres de Jelinek, Jacqueline Chambon, pour sa part, ne cache pas son admiration et son amitié pour l’auteure mais affirme malgré tout avoir « arrêté [de la publier] à cause des traductions qui devenaient de plus en plus lourdes, difficiles. […] Enfin, l’agressivité permanente de ses livres me gênait ». Ce sont les Éditions du Seuil qui ont pris le relais après la défection de Jacqueline Chambon.
La décision de l’Académie suédoise pour l'année 2004 est inattendue. Elle provoque une controverse au sein des milieux littéraires,. Certains dénoncent la haine redondante et le ressentiment fastidieux des textes de Jelinek ainsi que l’extrême noirceur, à la limite de la caricature, des situations dépeintes. D'autres y voient la juste reconnaissance d’une grande écrivaine qui convoque la puissance incantatoire du langage littéraire pour trouver une manière neuve et dérangeante d’exprimer le délire, le ressassement et l’aliénation, conditionnés par la culture de masse et la morale régnante.
La polémique atteint également les jurés du prix Nobel. En octobre 2005, Knut Ahnlund démissionne de l'Académie suédoise en protestation de ce choix qu’il juge « indigne de la réputation du prix ». Il qualifie l’œuvre de l’auteure dans le quotidien national suédois Svenska Dagbladet de « fouillis anarchique » et de « pornographie », « plaqués sur un fond de haine obsessionnelle et d’égocentrisme larmoyant ».
Après l'attribution du prix, Jelinek dit profiter de l'argent de la récompense afin de vivre plus confortablement et arrêter les traductions auxquelles elle est astreinte pour subvenir à ses besoins.

## Œuvre

### Style littéraire

#### Citations et noirceur
Sensibles à l'expérimentation, les ouvrages de Jelinek jouent sur plusieurs niveaux de lecture et de construction. Proches de l'avant-garde, ils empruntent beaucoup à l'expressionnisme, au dada et au surréalisme. Ils mêlent diverses formes d'écriture et multiplient les citations disparates, des grands philosophes aux tragédies grecques, en passant par le polar, le cinéma, les romans à l'eau de rose et les feuilletons populaires. L'écrivaine affirme se sentir proche de Stephen King pour sa noirceur, sa caractérisation des personnages et la justesse de son étude sociale. Son univers réfute le kitsch. L'idée de grâce salvatrice est exclue et l'existence est perçue comme un rapport de dominants à dominés. L'auteure fait de la société un terrain de chasse dans lequel les prédateurs triomphent.

#### Postmodernité
La critique universitaire rapproche les productions de Jelinek de la littérature post-moderne : transdisciplinarité, rejet partiel du naturalisme, détails polysémiques, intertextualité, relecture critique des genres ou des codes de la fiction, mélange des registres (noirceur dramatique, satire), collages, distorsion du temps, brouillage de la représentation... Sont également notés dans ses textes un pastiche de la paralittérature et une abolition des frontières entre divers niveaux de culture. Selon le jury du prix Nobel, « les textes de Jelinek sont souvent difficiles à classifier en genre. Ils varient entre prose et poésie, incantation et hymne, ils contiennent des scènes théâtrales et des séquences filmiques. L’essentiel de son écriture s’est cependant déplacé de la forme du roman à celle de l’art dramatique. » Dans ses romans comme dans ses pièces, la chronologie des événements est entrelacée d'images du passé et de digressions.

#### Musicalité
D'une radicalité assumée, son œuvre est complexe et difficilement traduisible. Elle est écrite dans un style péremptoire qui sonde l'abîme sous la langue courante,. Le langage de l'auteure combine déluge verbal, délire, métaphores aiguisées, jugements universels, distance critique, forme dialectique et esprit d'analyse. L'auteure n'hésite pas à utiliser la violence, l'outrance, la caricature et les formules provocantes bien qu'elle refuse de passer pour une provocatrice,,. Son écriture, à la fois rugueuse et luxuriante, dérive par instants vers le fatras et joue du crescendo,. Jelinek emploie des dissonances et a souvent recours à des maximes, des imprécations et des épigrammes qui heurtent le lecteur,. Elle accepte d'être définie comme moraliste et de qualifier ses ouvrages d'acte politique. Ses textes concilient en réalité des recherches de langue érudites à un rythme analogue à la musique contemporaine. Elle affirme : « J'utilise le son de chaque mot comme s'il s'agissait d'une composition musicale. J'essaie aussi de révéler le caractère idéologique du langage, de le contraindre à lui faire sortir ses contre-vérités et ce, avec beaucoup d'humour ».

#### Mythes populaires et ironie
Jelinek se situe dans une esthétique du choc et de la lutte. Sa prose trouve, de manière exhaustive, différentes manières d’exprimer l’obsession et la névrose et vitupère jusqu'à l'absurde contre la phallocratie, les rapports de forces socio-politiques et leurs répercussions sur les comportements sentimentaux et sexuels. La rhétorique pornographique, exclusivement masculine, est déconstruite et dénoncée et le pacte inconscient qui consiste à voir le triomphe de l’homme sur la femme, analysé et fustigé. L’industrie du spectacle, le divertissement et ses propagandes mensongères sont également la cible de ses invectives. Jelinek cherche à représenter les mythes et les icônes de la culture populaire (Jackie Kennedy, Arnold Schwarzenegger, Bambi) afin d'en montrer la face sombre et de les détruire,,. Son langage procède par inventaire des stéréotypes sociaux et psychologiques issues de la presse, de la télévision, du roman de gare et des discours politiques pour s'en moquer avec virulence et pour les anéantir.
L'auteure explique que son style a profondément évolué : « J'ai d'abord touché, dans les années 1960, à des formes assez expérimentales, recyclant la mythologie de bazar - apprise en partie chez Roland Barthes, les séries télé, les romans à l'eau de rose etc. [...] Je suis passée d'un traitement quasi structuraliste au réalisme encore embryonnaire des Amantes, puis à un style et à une narration vraiment réalistes pour La Pianiste ».
Jelinek regrette par ailleurs que la presse et les lecteurs ne décèlent pas assez l'humour et l'ironie de ses textes.

### Romans
Dans ses romans, l'auteure disloque toute progression dramatique et privilégie une étude sociale acérée, puisant son inspiration dans l'art expérimental, les sciences humaines et le structuralisme. La notion de « genre » est transcendée. Généralement, elle fait de ses personnages l'incarnation globale d'une idée d'humiliation, d'agression ou de domination tout en explorant une dimension psychologique complexe, sombre et polyphonique.

#### Premiers romans
Wir sind lockvögel baby ! (1972), premier roman de Jelinek, trahit son penchant pour le raisonnement corrosif, l’expression obsessionnelle et la diatribe politique. L'œuvre accuse le folklore et la culture de masse d'être l’écho d’une idéologie nauséabonde. Les Amantes (Die Liebhaberinnen, 1975) relate le parcours de deux Autrichiennes qui tombent enceintes afin de se faire épouser sous la pression de la société. L'ouvrage dénonce les lois consuméristes du mariage et la persécution physique, psychique et morale subie par les femmes. Il vaut à la romancière l'étiquette de « sympathisante féministe » qu'elle revendique. Les Exclus (Die Ausgesperrten, 1981) est le portrait d’une bande de jeunes criminels extrémistes dont les exactions s'inscrivent dans une société pressée de dissimuler un passé nazi qu’elle n’a jamais exorcisé. Les Exclus marque une rupture dans son œuvre.
Jelinek déclare dans un entretien accordé à Yasmin Hoffman, l'une de ses traductrices :

« Je dirais que l'évolution est la suivante : mes tout premiers textes (Bukolit, Wir sind lockvögel baby !, Michael. Ein Jugendbuch für die Infantilgesellschaft) sont encore très marqués par la culture pop et le Wiener Gruppe qui ont beaucoup travaillé avec des montages et des collages. Ces textes avaient un caractère très expérimental, très artificiel (par opposition à un quelconque réalisme ou naturalisme), il n'y avait guère d'action, mais ils étaient déjà empreints d'un engagement politique, visant une critique sociale à travers l'analyse des « mythes de la vie quotidienne ». À partir de cet univers de magazines, de romans à l'eau de rose, que je m'efforçais de décomposer, je suis passée à un univers plus réaliste. Aussi bien Les Exclus que La Pianiste sont des romans d'une facture plus conventionnelle, ils comportent une structure narrative, des personnages, et s'insèrent dans une tradition plus satirique, plus polémique, où la réalité est soumise à une distorsion, ce qui est le propre de la satire. »

#### La PianisteetLust
Dans La Pianiste (Die Klavierspielerin, 1983), récit quasi-autobiographique, Jelinek dépeint, sous des angles multiples, l'intimité d’une femme sexuellement frustrée, victime de sa position culturelle dominante et d'une mère possessive et étouffante, ressemblant à la sienne, morte à 97 ans. Comme son héroïne, Erika Kohut, l’auteure n'a jamais quitté sa mère et a vécu avec elle jusqu'à son décès, nonobstant un mariage célébré en 1974 et rapidement dissous,. L'ouvrage développe les règles d'expression d’une pornographie exclusivement féminine, ce que son roman suivant, Lust (1989), approfondit. Ce récit est la description, libérée des toutes conventions littéraires, d’une relation pornographique entre une femme et son mari chef d’entreprise. L'écrivaine définit son objectif de la manière suivante :

« Explorer toutes les possibilités les plus complexes du langage pour déconstruire le programme idéologique à la base des sociétés humaines, à savoir la dialectique maître-esclave qui voit le triomphe, sur le plan intime et social, de l’exploitation par un dominant de la force de travail d’entités dominées, en l’occurrence par l’employeur de celle de ses employés et par l’homme, celle de la femme. La figure du mari-patron correspond à une idée normative car la violence exercée physiquement et psychologiquement sur sa femme est la même qu’il inflige symboliquement dans son usine à ses ouvriers. »

Elle précise également à Yasmin Hoffmann :

« La structure atypique de Lust (qui ne s'intègre dans aucun genre, parce qu'il ne peut y avoir de genre pour ce type de récit) vient de ce que, malgré la présence d'une action “racontable”, les acteurs ne sont plus les porteurs de leur destin, mais des porte-voix. La structure romanesque du XIXe siècle, où l'individu apparaissait comme le maître d'un destin individuel, est une structure dépassée, et je tiens comme beaucoup d'autres auteurs à rompre avec cette tradition. […]  Dans Lust, la structure narrative est à nouveau brisée, décomposée en éléments selon des principes structuralistes. Dans le sens d'une réduction, mais pas dans celui où l'entendait Beckett. Il s'agit toujours de dénoncer les mythes, mais cette fois le langage même des mythes et non seulement leur contenu. »

#### Enfants des mortsetAvidité
Dans son roman fantasmagorique Enfants des morts (Die Kinder der Toten, 1995), que certains critiques considèrent comme son chef-d’œuvre, l'auteure poursuit sa virulente critique de son pays natal, représenté comme un royaume stérile et archaïque, peuplé de morts et de fantômes,. Avidité (Gier, 2000), inspiré d'un double fait divers, utilise les codes du roman policier en trompe-l’œil afin de produire une nouvelle étude critique de la toute-puissance masculine, de l'hypocrisie autrichienne et de ses images d'Épinal,.

### Théâtre
Les pièces de Jelinek dénotent l'influence de Bertolt Brecht. Elles décortiquent le pouvoir du verbe et cite aphorismes, formules publicitaires et expressions idiomatiques que la dramaturge estime être l'instrument de l'idéologie dominatrice, mise en scène par les médias audiovisuels. Jelinek accuse ces derniers d'instruire la doxa par éléments de langage, s’immisçant en chaque individu de manière sidérante afin d'anéantir l'esprit critique et de faire accepter les dogmes écrasants du pouvoir politico-économique ou l'injustice sociale,,. Son théâtre, qui passe peu à peu du dialogue conventionnelle à la polyphonie et au monologue, dérègle le langage et l'idée d'intrigue. Winterreise approfondit cette démarche expérimentale postdramatique en évacuant personnages, dialogues et didascalies et en présentant des fragments d'images, de réflexions, d'anecdotes et de faits divers dans une prose qui fait du texte l'égal de la musique.
En 1977, Jelinek réécrit la pièce Une maison de poupée d’Henrik Ibsen, qu’elle transpose à l’époque actuelle, dans une usine et à laquelle elle donne un nouveau titre menaçant : Ce qui arriva quand Nora quitta son mari, ou les piliers de la société : rien que du malheur. Elle y dénonce le sort fait aux femmes dans le monde du travail. En 1981, elle revient avec Clara S sur la vie de l’épouse du compositeur Robert Schumann, Clara Schumann née Wieck. En 1985, elle dépeint, dans Burgtheater, la vie de célébrités du Burgtheater de Vienne, présentées comme des tyrans superficiels. Elle y revient également sur les liens passés entre le milieu théâtral et le IIIe Reich. La pièce fait scandale. Dans Sportstück (1998), elle explore les domaines de la violence, de la chorégraphie et de l’apologie du corps viril dans le sport, prémices d’une idéologie fasciste.
Jelinek s’attarde aussi sur le rôle de la culture romantique qui, selon elle, a nourri l'idéologie nazie (Friedrich Hölderlin, Richard Wagner). Elle revient, de plus, sur la place historique ambiguë d'intellectuels face au pouvoir politique et aux thèses fascistes ; sujet qu’elle expose dans la pièce Totenauberg (1991) à travers la figure du philosophe Martin Heidegger. La métaphore du vampirisme, exploitée notamment dans La Maladie ou femmes modernes et les influences de la philosophie hégélienne et marxiste ainsi que son goût du freudisme parachèvent la composition de ses pièces.

### Influences
Jelinek revendique une filiation avec la culture critique de la littérature et la philosophie autrichiennes, de Karl Kraus à Ludwig Wittgenstein, en passant par Fritz Mauthner, qui réfléchit le langage et le met à distance. Elle dit également avoir été influencée par Labiche et Feydeau pour leur humour abrasif et leur étude subversive de la bourgeoisie du XIXe siècle.
Lorsque l'Académie suédoise décerne le prix Nobel à l'Allemand Günter Grass en 1999, elle déclare avoir été largement marquée par sa lecture du Tambour dont le style a nourri son inspiration littéraire : « Le Tambour a été pour nous, les auteurs qui nous réclamions d'une activité expérimentale, quelque chose d'incontournable. […] Le début du Tambour est l'une des plus grandes ouvertures de roman dans toute l'histoire de la littérature. [...] Peut-être qu'on a voulu honorer avec le Nobel l'auteur politique mais l'œuvre aurait mérité de l'être depuis déjà longtemps »,. En 2004, elle fait part de son admiration pour Robert Walser : « Je cache toujours une phrase de Robert Walser dans chacun de mes livres. Comme autrefois, lorsque l’on construisait une cathédrale et que l’on dissimulait un animal dans les fondations. Il faut toujours qu’il y ait quelque part une phrase de Robert Walser scellée dans mes écrits ». Outre Walser, Jelinek cite Franz Kafka, Djuna Barnes et Walter Serner parmi ses écrivains préférés. Elle dit aussi se sentir proche de Paul Celan, Georg Trakl, Friedrich Hölderlin et Sylvia Plath. Sa démarche esthétique est rapprochée de l'actionnisme viennois et l'auteure avoue admirer les travaux des artistes plasticiens Mike Kelley et Paul McCarthy.
Grande lectrice de Pierre Bourdieu, Guy Debord, Roland Barthes, Georges Bataille et Antonin Artaud, elle s’ancre dans une tradition nationale de satiriste et de polémiste héritée de Kraus et Thomas Bernhard. Par sa critique féroce de la société et la sophistication de son style, elle est également comparée à Johann Nepomuk Nestroy, Ödön von Horváth et Canetti en plus du Wiener Gruppe dont elle revendique l'influence. Son œuvre porte par ailleurs l'empreinte de Robert Musil, Marlen Haushofer, Ingeborg Bachmann et Ilse Aichinger. Comme chez James Joyce, Virginia Woolf, Samuel Beckett et Kafka, ses autres modèles littéraires, elle explique que le véritable héros de ses livres est le langage lui-même.

## Distinctions et récompenses

### Distinction
- 2024 : Commandeur dans l’ordre des Arts et des Lettres[46]

### Récompenses
- 1986 : Prix Heinrich Böll
- 1998 : Prix Georg Büchner
- 2002 : Prix Heinrich Heine
- 2002 : Mülheimer Dramatikerpreis
- 2004 : Hörspielpreis der Kriegsblinden pour Jackie
- 2004 : Prix Franz Kafka
- 2004 : Prix Nobel de littérature
- 2004 : Prix Stig Dagerman
- 2004 : Mülheimer Dramatikerpreis
- 2011 : Mülheimer Dramatikerpreis
- 2013 : Prix Nestroy pour Schatten
- 2020: Prix Nestroy dans la catégorie "Meilleure pièce pour Schwarzwasser
- 2021: Prix Nestroy pour l'ensemble de son œuvre

## Œuvres

### Romans
- 1970 : Wir sind lockvögel baby !, Rowohlt, Reinbek.
- 1972 : Michael. Ein Jugendbuch für die Infantilgesellschaft, Rowohlt, Reinbek.
- 1975 : Les Amantes (Die Liebhaberinnen), traduit de l’allemand par Maryvonne Litaize et Yasmin Hoffmann aux éditions Jacqueline Chambon, Nîmes 1992.
- 1979 : Bukolit. hörroman (commencé en 1968), Rhombus-Verlag, Vienne.
- 1981 : Les Exclus (Die Ausgesperrten), traduit de l’allemand par Maryvonne Litaize et Yasmin Hoffmann aux éditions Jacqueline Chambon, Nîmes 1989.
- 1983 : La Pianiste (Die Klavierspielerin), traduit de l’allemand par Maryvonne Litaize et Yasmin Hoffmann, aux éditions Jacqueline Chambon, Nîmes 1988.
- 1985 : Méfions-nous de la nature sauvage (Oh Wildnis, oh Schutz vor ihr), traduit de l’allemand par Maryvonne Litaize et Yasmin Hoffmann, éditions J. Chambon, Nîmes, 1995.
- 1989 : Lust, traduit de l’allemand par Maryvonne Litaize et Yasminn Hoffmann aux éditions Jacqueline Chambon, Nîmes 1991.
- 1995 : Enfants des morts (Die Kinder der Toten), traduit de l’allemand par Olivier Le Lay aux éditions du Seuil, Paris 2007.
- 2000 : Avidité (Gier), traduit de l’allemand par Claire de Oliveira aux éditions du Seuil, Paris 2003.
- 2007 : Neid (Privatroman)
- 2013 : Rein GOLD. Ein Bühnenessay.

### Théâtre et pièces radiophoniques
- 1977 : Ce qui arriva quand Nora quitta son mari (Was geschah, nachdem Nora ihren Mann verlassen hatte oder Stützen der Gesellschaften), traduit de l’allemand par Louis-Charles Sirjacq, l’Arche, Paris 1993
- 1981 : Clara S., Prometh-Verlag.
- 1985 : Burgtheater, Prometh-Verlag.
- 1987 : La Maladie ou Femmes modernes: comme une pièce (Krankheit oder Moderne Frauen, wie ein Stück), traduit de l’allemand par Patrick Démerin et Dieter Hornig, l’Arche, Paris 2001.
- 1987 : Le Président Abendwind (Präsident Abendwind).
- 1990 : Wolken.Heim., Verlag-Göttingen.
- 1991 : Totenauberg, traduit en français par Louis-Charles Sirjacq, l’Arche, Paris 1994.
- 1994 : Raststätte.
- 1996 : Stecken, Stab und Stangl.
- 1998 : Sportstück (Ein Sportstück), traduit de l’allemand par Maryvonne Litaize, Yasmin Hoffmann et Louis-Charles Sirjacq, l’Arche, Paris 1999.
- 1998 : Désir et permis de conduire (comprend les textes: Ich möchte seicht sein, Sinn: egal Körper: zwecklos, Begierde und Fahrerlaubnis, Wolken.Heim., Er nicht als er), traduit de l’allemand par Maryvonne Litaize, Yasmin Hoffmann et Louis-Charles Sirjacq, l’Arche, Paris 1999.
- 2000 : Das Lebewohl: 3 Dramen, Berlin-Verlag, Berlin.
- 2002 : In den Alpen, Berlin-Verlag.
- 2003 : Le Travail (Das Werk) [à propos de l’accident du funiculaire de Kaprun en novembre 2000], Berliner-Taschenbuch-Verlag Berlin.
- 2003 : Drames de princesses. La Jeune Fille et la Mort I - V (Der Tod und das Mädchen I – V, Prinzessinnendramen, Berliner-Tascherbuch-Verlag, Berlin; traduit de l’allemand par Magali Jourdan et Mathilde Sobottke, L’Arche, Paris 2006.
- 2004 : Bambiland, Rowohlt Verlag, Reinbek, traduit de l’allemand par Patrick Démerin, Éditions Jacqueline Chambon, Paris 2006.
- 2005 : Babel, Rowohlt Verlag, Reinbek.
- 2006 : Ulrike Maria Stuart, Rowohlt Verlag, Reinbek.
- 2006 : Sur les animaux (Über Tiere), Rowohlt Verlag, Reinbek.
- 2008 : Rechnitz (Der Würgeengel)
- 2009 : Die Kontrakte des Kaufmanns. Eine Wirtschaftskomödie
- 2010 : Das Werk/Im Bus/Ein Sturz
- 2011 : Winterreise, traduit de l’allemand par Sophie Herr, Le Seuil, Paris, 2012.
- 2011 : Blanche-Neige et La Belle au bois dormant
- 2012 : Restoroute. Animaux, traduit de l'allemand par Patrick Démerin et Dieter Hornig, Paris, Verdier, 2012
- 2012 : Die Straße. Die Stadt. Der Überfall.
- 2013 : Aber sicher!
- 2013 : Les Suppliants (Der Schutzbefohlenen), traduit de l'allemand par Magali Jourdan et Mathilde Sobottke, éditions L'Arche, 2016
- 2017 : Sur la voie royale (Am Königsweg), traduit de l'allemand par Magali Jourdan et Mathilde Sobottke, L'Arche, 2019
- 2018 : Ombres (Eurydice parle). Original : Schatten (Eurydike sagt), 2013)[47]

### Poésie
- 1967 : L’Ombre de Lisa (Lisas Schatten), Relief-Verlag Eilers, Munich.
- 2014 : Gesammelte Gedichte / Poésies complètes, traduit de l'allemand par Magali Jourdan et Mathilde Sobottke, Westphalie Verlag, Vienne.

### Scénarios
- 1982 : Les Exclus (Die Ausgesperrten), d’après son roman, écrit en collaboration avec le réalisateur Franz Novotny.
- 1991 : Malina de Werner Schroeter (d’après le roman éponyme d’Ingeborg Bachmann), coécrit avec le réalisateur.
- 2000 : Die Blutgräfin (coécrit avec Ulrike Ottinger).
- 2004 : Le Travail (Das Werk, d’après sa pièce) de Nicolas Stemann.
- 2007 : Ulrike Maria Stuart (d’après sa pièce) de Nicolas Stemann.

### Entretiens
- 2007 : L'Entretien, avec Christine Lecerf, Seuil, 2007  (ISBN 9782020892773)